# As Daylight Dies
As Daylight Dies — четвёртый студийный альбом американской металкор-группы Killswitch Engage, выпущен 21 ноября 2006 года на Roadrunner Records. Альбом занял 32 место в хит-параде Billboard 200 и был продан более 60 тысяч раз в течение первой недели после выхода. Немецкий журнал Rock Hard объявил As Daylight Dies альбомом месяца. 30 июня 2009 года альбом получил статус золотого диска по сертификации RIAA. Примечательно, что в этот же день группа выпустила свой следующий альбом Killswitch Engage.

## Список композиций
1. «Daylight Dies» — 4:05
2. «This Is Absolution» — 3:34
3. «The Arms of Sorrow» — 3:44
4. «Unbroken» — 3:08
5. «My Curse» — 4:04
6. «For You» — 4:03
7. «Still Beats Your Name» — 3:19
8. «Eye of the Storm» — 3:56
9. «Break the Silence» — 4:32
10. «Desperate Times» — 4:25
11. «Reject Yourself» — 4:45

Дополнительные песни на специальном издании
1. «Be One» — 3:31
2. «Let the Bridges Burn» — 4:29
3. «This Fire» — 3:10
4. «Holy Diver» — 4:10

## Участники
- Говард Джонс — ведущий вокал
- Адам Дуткевич — ведущая и ритм-гитара, вокал, клавишные, продюсер, звукоинженер, сведение
- Джоуэл Стротцел — ритм-гитара, бэк-вокал
- Майк Д’Антонио — бас-гитара, цифровой дизайн, фотографии для обложки, макетирование
- Джастин Фоли — барабаны, перкуссия

## Позиции в чартах
| Год  | Чарт                  | Позиция |
| ---- | --------------------- | ------- |
| 2006 | Billboard 200         | 32      |
| 2006 | United Kingdom Top 75 | 64      |
| 2006 | Australia Top 100     | 29      |
| 2006 | Japanese Albums Chart | 43      |